# 透长岩相
透长岩相 变质岩矿物相分类中的主要相之一，此相的岩石是在最强烈的接触变质作用下，即在岩浆侵入体与围岩的接触带或在侵入体内的其他岩石包体中形成。形成温度可以接近岩石的熔点；压力相对较低，这取决于侵入体的深度。